# 統一超商
統一超商（簡稱統一超）是臺灣一家連鎖便利商店，為統一集團關係企業，以加盟連鎖的方式經營臺灣的7-Eleven。
統一超商經營20多年以來，先後成立「捷盟行銷」、「統奕包裝」、「樂清服務」、「統一生活事業」（康是美）、「統一型錄」、「悠旅生活事業」（星巴克）、「統一資訊」、「首阜企業管理顧問」、「大智通文化行銷」、「統昶行銷」、「統一武藏野」、「統一多拿滋（Mister Donut）」、「統一速達（宅急便）」、「統一夢時代購物中心」、「統一時代百貨」等數十家公司，形成統一流通次集團。

## 歷史

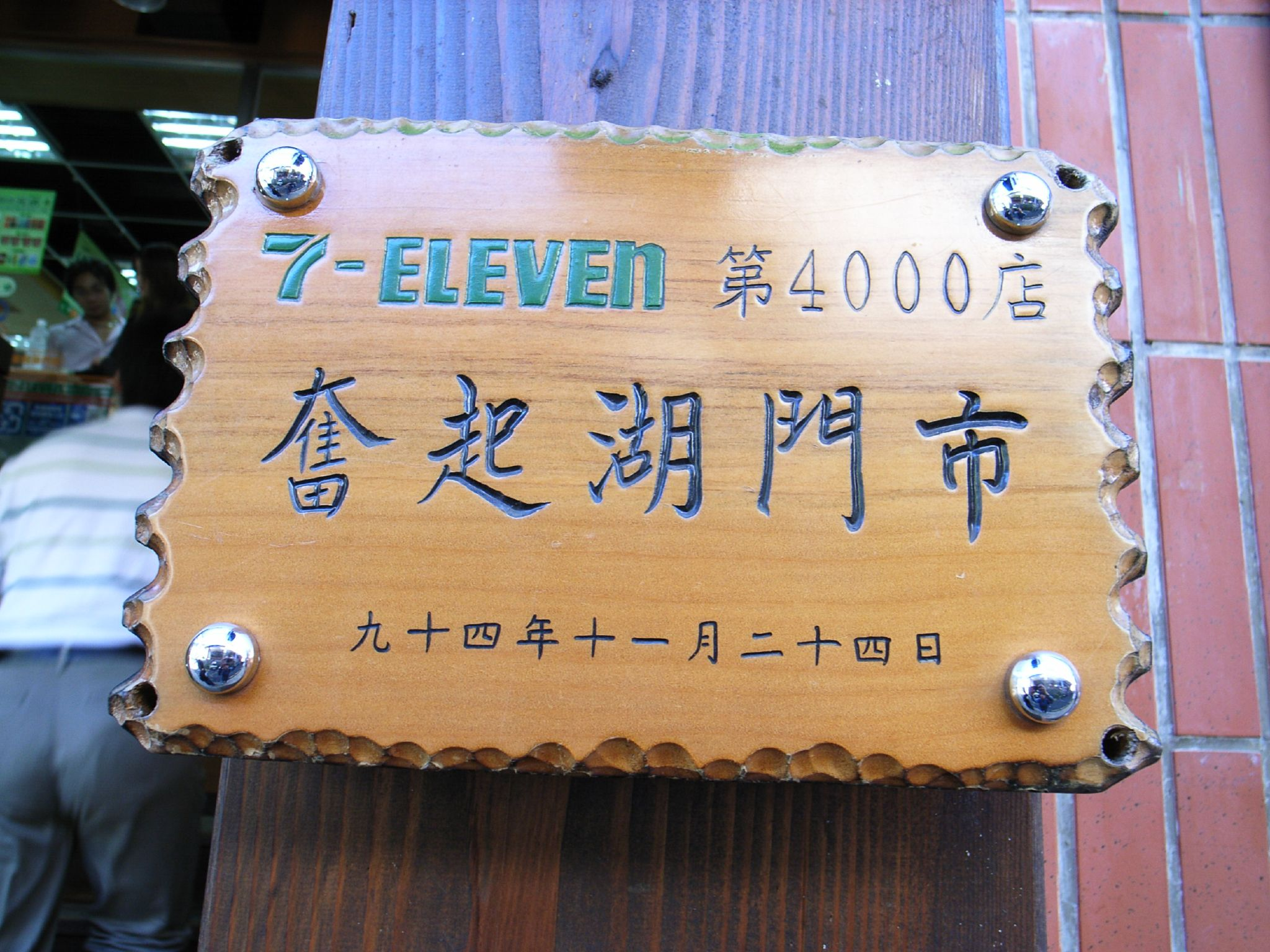
統一超商奮起湖門市「7-Eleven第4000店」標示牌

1978年4月，「統一超級商店股份有限公司」與美國南方公司簽約合作，在美國進行考察研究，營運「統一超級商店」。

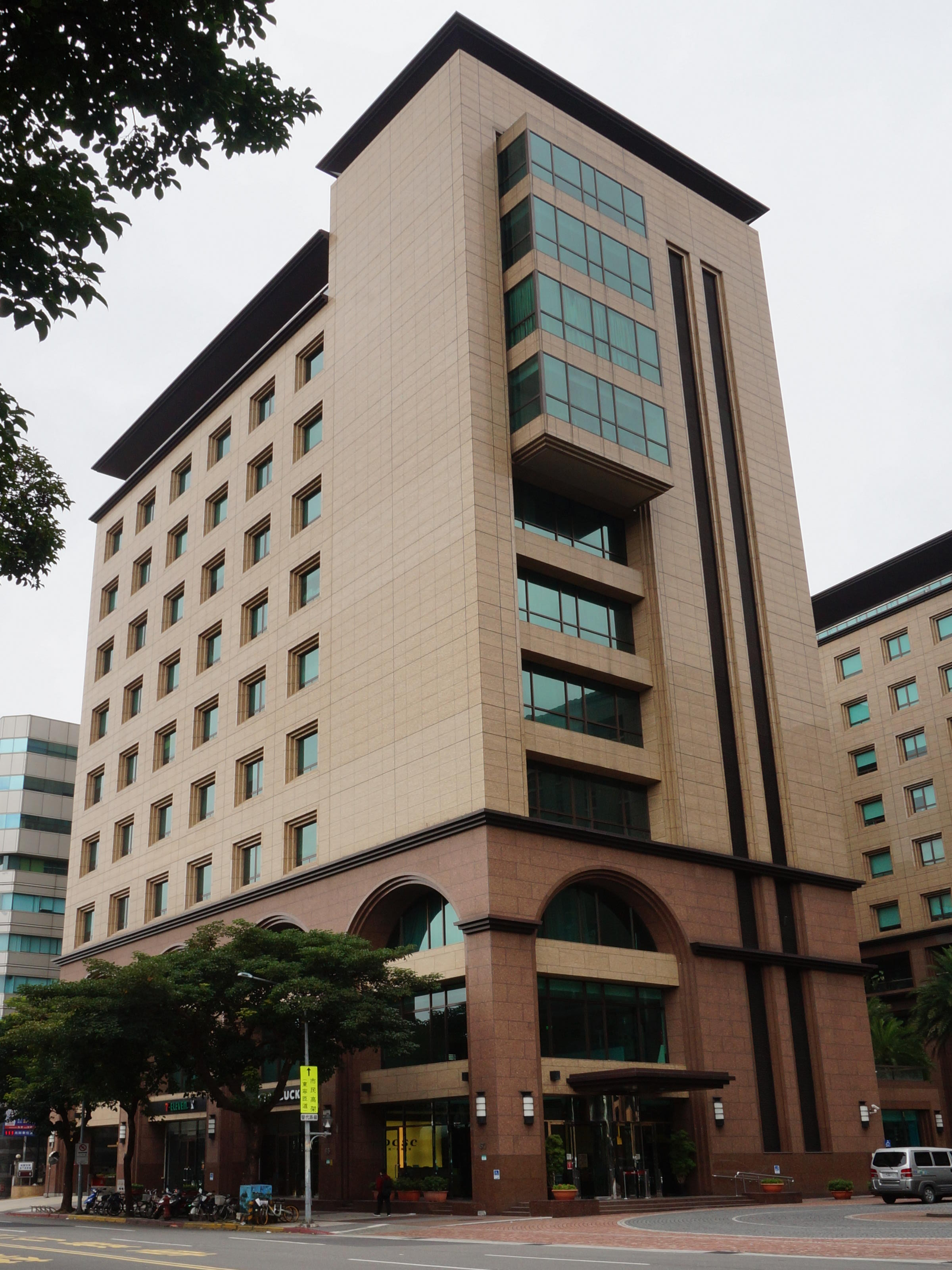
統一超商總部大樓

1980年2月9日，第一家7-Eleven「長安門市」在臺北市長安東路一段53巷1之6號開幕，是台灣第一間24小時營業的便利商店（遷址後更名為「鑫長安門市」）。
1982年11月，由於長期虧損，併回母公司統一企業股份有限公司，成為「超商事業部」。
1983年8月2日，第70家門市「重慶南路門市」於台北市中正區重慶南路一段開幕。
1986年4月，第100家門市「清愿門市」開幕。
1987年6月10日，統一企業將「超商事業部」獨立出來，設立「統一超商股份有限公司」。
1988年4月，第200家門市「修齊門市」於臺南市北區開幕。（取吳修齊先生之名）
1989年4月，第300家門市「卓越門市」開幕。
1990年6月，第500家門市「捷盟門市」於台北市萬華區漢中街（西門町）開幕。
1994年5月，「石門門市」於新北市石門區開幕，為臺灣本島最北邊的門市。
1995年7月，第1,000家門市「千成門市」於台北市中正區林森南路開幕。
1995年8月，東部首間門市「農專門市」於宜蘭縣宜蘭市開幕。
1998年1月1日，統一星巴克股份有限公司正式成立，由美國Starbucks Coffee International公司與台灣統一企業及統一超商合資成立，共同在台灣開設經營星巴克門市。同年3月28日，星巴克台灣第一家門市於台北市士林區天母西路開幕。
1999年4月，離島首間門市於澎湖縣馬公市開幕。
1999年5月24日，第2,000家門市「愿景門市」於桃園市龜山區文化一路開幕（取「願景」與董事長名之諧音）。同年6月1日，開設金門縣第一間分店「山外門市」（已於2004年1月結束營業，後位移轉店成「新山外門市」）。
2000年4月20日，美國7-ELEVEN總裁Mr. Jim Keyes與統一企業創辦人高清愿先生簽訂7-ELEVEN永久授權契約。
2000年，開始跨足國際經營的上海「星巴克」與菲律賓「7-Eleven」。
2002年，第3,000家門市「承天門市」於新北市土城區開幕。
2002年，整合統一集團旗下所有流通之相關企業，成立「統一流通次集團（PCSC）」。
2003年11月，第二代POS服務情報系統正式導入7-ELEVEN。
2004年，跨足中國大陸零售市場。
2004年，無印良品與台灣統一超商合作，成立台灣無印良品股份有限公司，並於當年4月於台北市微風廣場成立第一家門市。2013年12月19日，良品計劃宣布以每股新台幣87.8元購買統一超商所持之台灣無印良品51%股權，總交易金額新台幣14.5億元，台灣無印良品改由良品計劃直營。2014年1月台灣無印良品股份有限公司正式成為株式會社良品計劃的全資子公司。
2005年，第4,000家門市「奮起湖門市」於嘉義縣竹崎鄉（阿里山）開幕（當時為台灣海拔最高的門市，且與奮起湖大飯店合作共構）。
2006年3月31日，「馬祖門市」（清水村（山隴））、「南竿門市」（介壽村）同時在連江縣南竿鄉開幕，是台灣首家進駐連江縣的連鎖便利商店，至此統一超商完成台灣各縣市都有開設門市（馬祖門市已於2013年搬到介壽村215號）。
2006年8月，推出ibon便利生活站（互動式資訊服務站）。
2007年1月，進駐台灣高速鐵路六個車站。
2007年3月3日，統一阪急百貨高雄店開幕，為統一超商、統一企業共同出資，向日本阪急百貨店取得技術合作的百貨公司。2013年1月1日起，與統一夢時代購物中心合併，但名稱不變。
2008年5月29日，臺灣「統一超商」榮獲上海「7-Eleven」特許經營權。
2008年9月22日，亞洲第一家7-ELEVEN自助加油站「G-STORE」開幕於台灣桃園縣龜山鄉。（現部分門市改與統一精工-速邁樂加油站成為複合店）。
2009年4月30日，位於上海市徐匯區、盧灣區、浦東區的4家門市同時開幕，臺灣「統一集團」斥資新台幣1億元成立「統一超商（上海）便利公司」。
2010年4月，與悠遊卡公司聯合發行「icash悠遊卡」，並開始接受悠遊卡小額消費。同月「統一超商電信」月租型服務正式開台。
2010年10月7日，統一阪急百貨台北店開幕。統一企業集團與阪急百貨店於2016年3月2日合約期滿，正式結束合作關係，後更名為統一時代百貨。高雄店同步更名。
2013年12月，完成全門市導入第三代POS系統。
2014年4月21日，獨資成立「愛金卡公司」，並承接原屬「服務商品部」的icash業務。
2014年7月11日，第5,000家門市「好鄰居門市」於高雄市內門區開幕。
2015年1月16日，開放使用「一卡通票證公司」一卡通小額消費。
2016年，上海7-ELEVEN第 100 店「共康路門市」開幕。
2016年1月29日，統一超商將電信服務整合至旗下「ibon品牌」數位化服務。「7-mobile」更名為「ibon mobile」、「7-WiFi」更名為「ibon WiFi」。
2017年2月8日，「民視門市」於新北市林口區的民視媒體總部大樓內開幕，是第二家開設於媒體總部內的門市。
2017年3月12日，「代天府門市」於台南市北門區南鯤鯓代天府內開幕，是第一家開設於廟宇內的門市。
2017年5月19日，臺灣「統一集團」成立「統一超商（浙江）便利公司」。
2017年7月27日，與「統一集團」將分別出售20%、30%「上海統一星巴克」股權給美國星巴克，統一全面退出上海星巴克，並向美國星巴克購入台灣統一星巴克20%、30%股權。在股權交易案完成後，統一及統一超將持有100%統一星巴克股權。統一星巴克於2018年1月成為統一企業100%轉投資公司，2018年3月更名為「悠旅生活事業股份有限公司」。
2017年9月21日，「坪里門市」於連江縣北竿鄉開幕，是臺灣第一家外觀是閩東石牆建築的門市。
2018年6月20日，因應集團「60歲退居二線、65歲正式退休」的制度，調整原總經理陳瑞堂職務轉任董事長羅智先特助，原職由統一超商副總經理黃瑞典升任。
2019年7月，推出「OPEN POINT」APP。
2020年1月1日，全台門市人員的制服款式更換。
2020年2月，推出「行動隨時取」。
2021年2月20日，第6,000家門市「高鳳儀門市」於高雄市鳳山區開幕（店名取自高雄市鳳山區鳳儀書院及「有鳳來儀」之意；原為鳳儀門市，2024年6月更改為現名）。
2022年7月12日，亞洲第1萬家門市「亞萬門市」於台南市安平區開幕。後於2024年10月21日至29日進行改裝工程，成為台南市第四間Fresh門市。
2023年2月20日，門市完全導入第四代收銀機，精準掌握消費趨勢並優化門市營運效能，命名為XPOS。
2024年4月，台南市首間Fresh門市「康橋門市」於永康區開幕（結合康是美、星巴克、Smile洗車美容鍍膜成立Park*Avenue康橋商場）。
2024年6月28日，統一超商與南科管理局簽約，接手經營位於臺南科學園區的Park 17南科商場。
2024年7月10日，第7000家門市及台南市第二間Fresh門市「首府門市」於南區鹽埕開幕（結合康是美、星巴克）。
2024年10月9日，台南市第三間Fresh門市「湖美門市」於中西區開幕（結合康是美、星巴克、21世紀風味館、丘彼巧、BEING Spa成立ZEELAND-MARK湖美商場）。
2024年11月5日，第7110家門市暨高雄市第五間Fresh 門市「愿橋門市」於高雄市仁武區開幕。

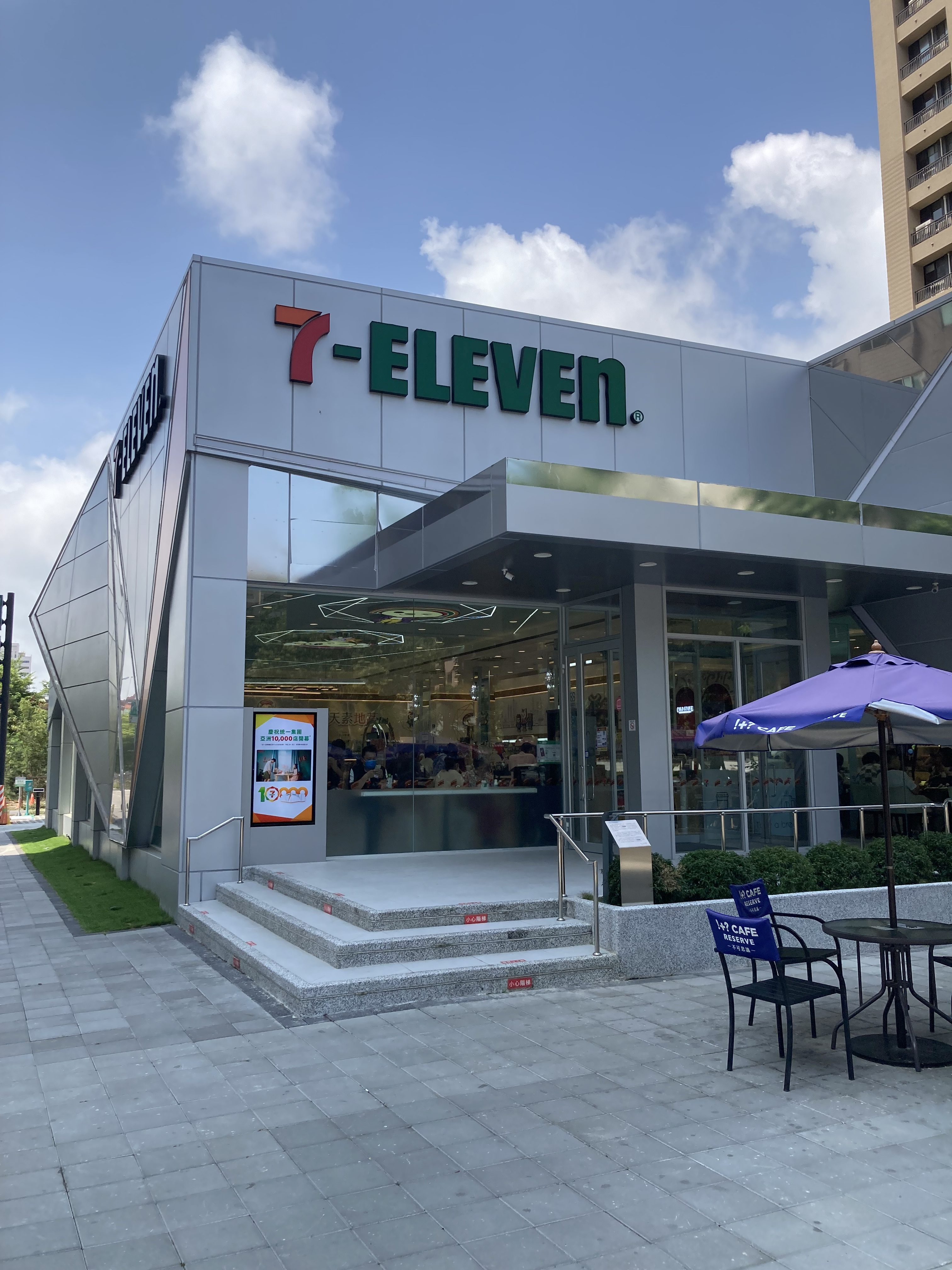
台南市安平區亞萬門市
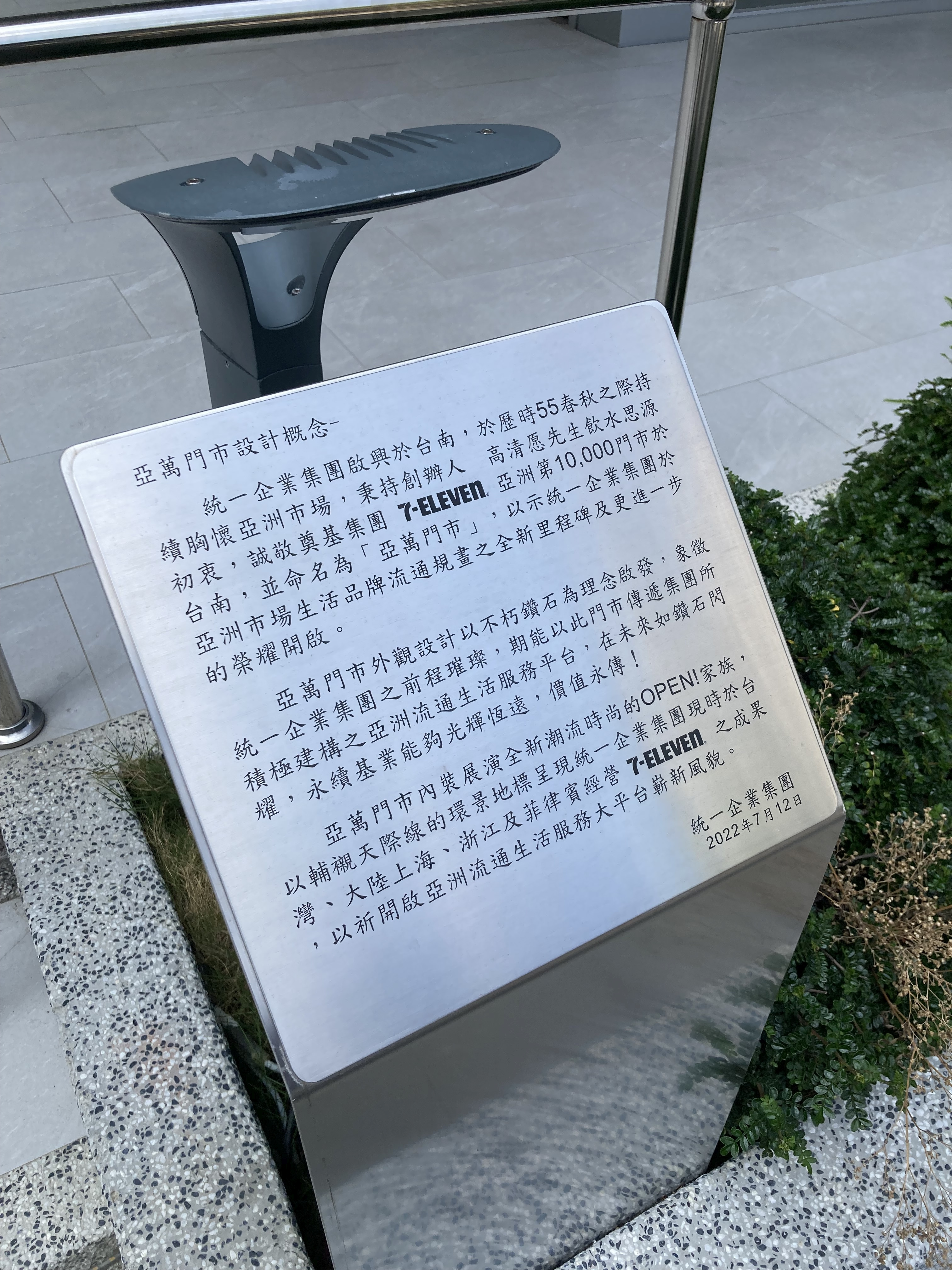
亞洲第1萬家解說牌
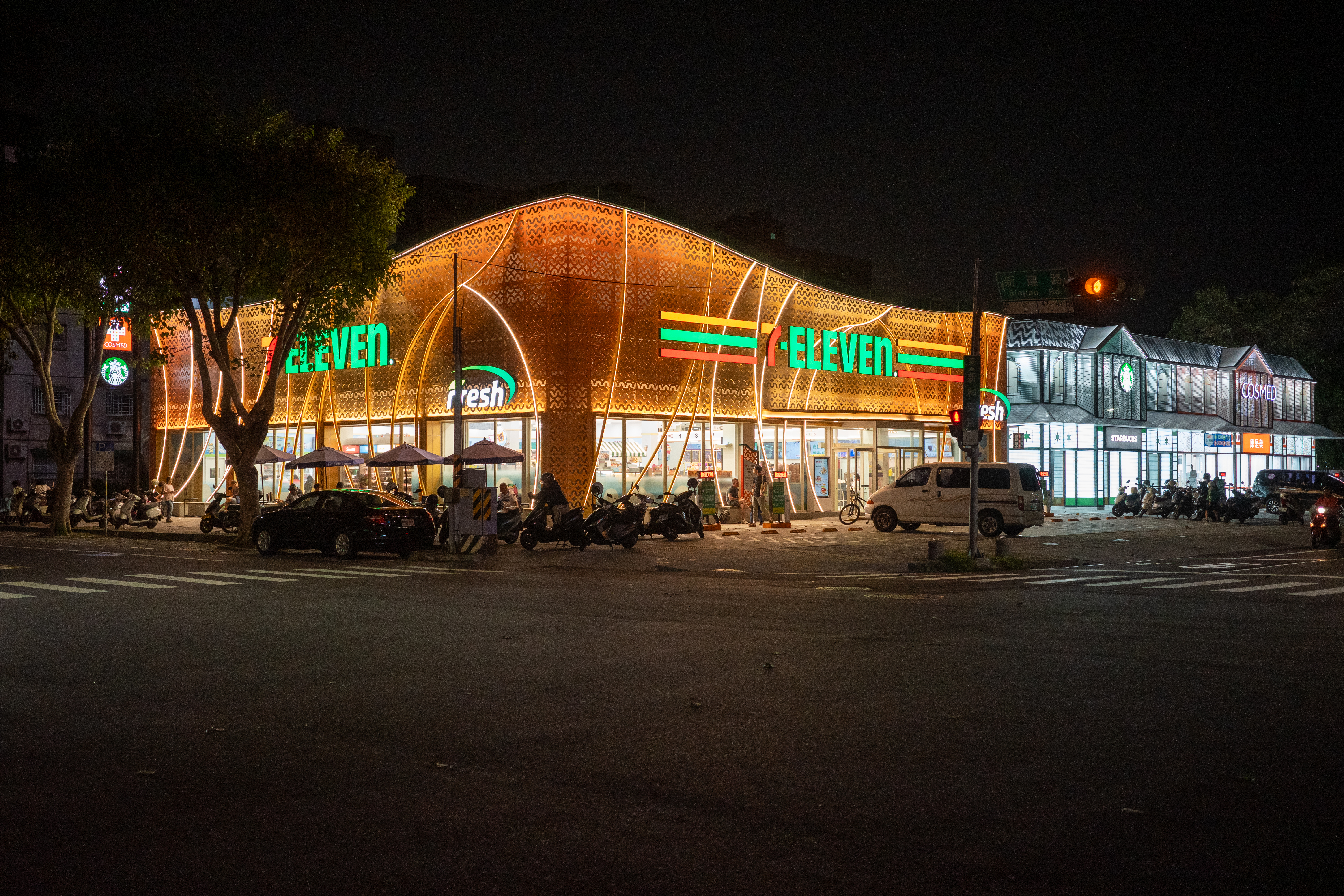
臺南市南區首府門市

## 服務項目

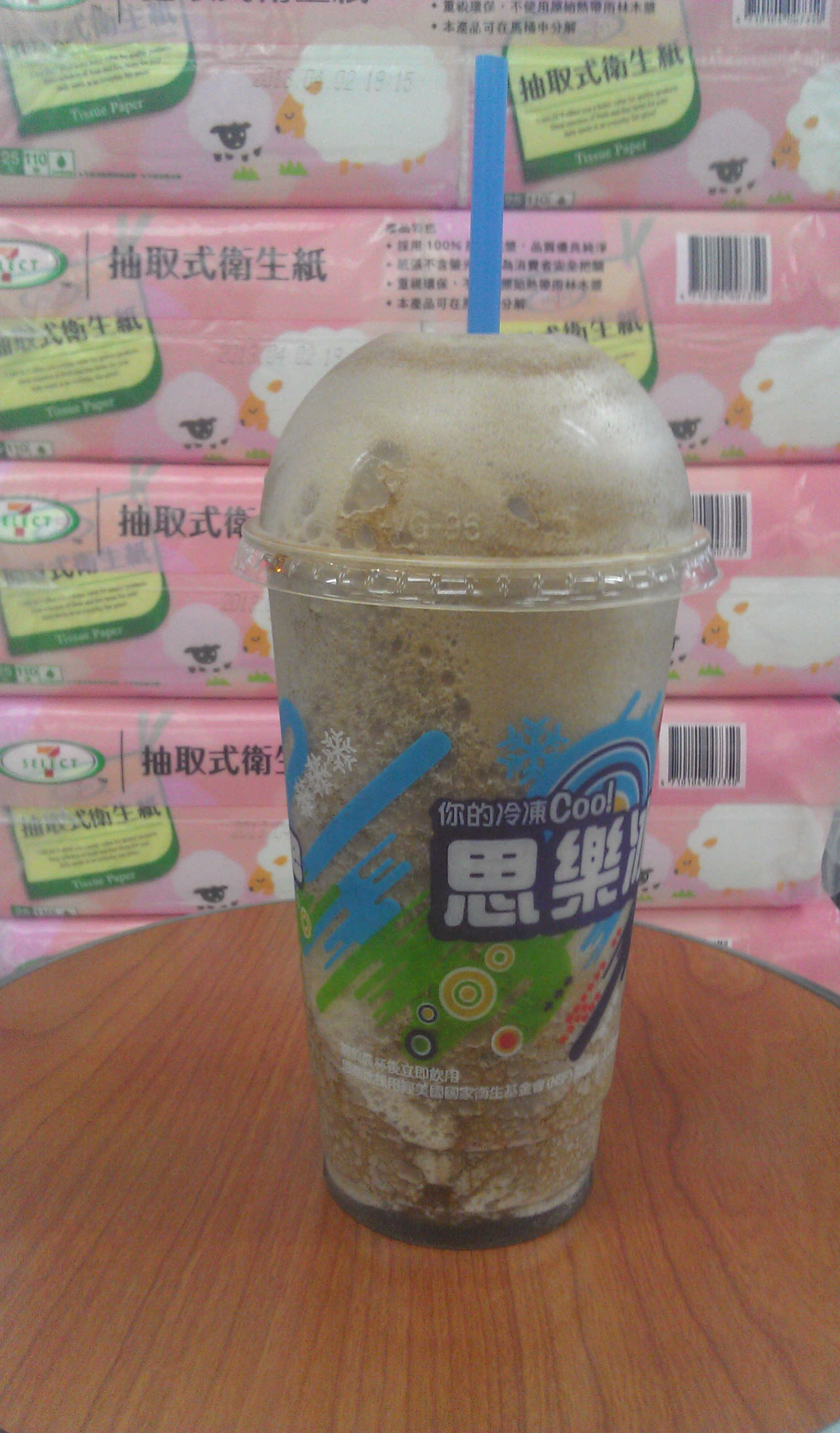
一杯統一超商思樂冰（2023年已復售）

### 代收業務
統一超商參考日本便利商店發展經驗，在1998年與中華電信共同推出電話費代收業務，這也是臺灣便利商店業者首次跨入費用代收的領域，當時為了避免人工錯誤與加速處理流程，設計了一種三段式條碼的系統，從此也成為台灣便利商店代收業務的共同標準，目前此項業務快速發展，已經從電話費代收擴大到瓦斯費、停車費、水費、電費、保險費……等多達上百種費用之代收業務處理。近年來也開放使用信用卡繳費（限國泰世華、中國信託、玉山銀行、台新銀行、台北富邦銀行、聯邦銀行、華南銀行、銀聯卡）

### 多元化付款服務
除了傳統的現金付款外，還提供信用卡、禮券、商品卡、icash 2.0、悠遊卡、一卡通小額付費及行動支付：Google Pay、Apple Pay、LINE Pay和icash Pay等。
- 現金
- 統一超商禮券、統一超商商品卡、i禮贈
- 統一發票中獎獎金兌換商店商品
- 電子票證：

含悠遊卡、iPASS一卡通、icash 2.0。
- 信用卡／簽帳金融卡：

限特定銀行感應式卡片、含Google Pay、Apple Pay等感應式付款服務。
- 電子支付：

悠遊付、iPass Money、icash Pay、橘子支付、街口支付、歐付寶、台灣Pay（掃碼）。
- 第三方支付：

LINE Pay、Pi錢包、[台新Pay、OPEN錢包。
- 境外支付：

銀聯卡、國外卡、支付寶、微信支付。
- 繳費便（刷卡繳費）：

使用信用卡、OPEN錢包、icash Pay、icash2.0、橘子支付等繳納各縣市停車費、水電費、瓦斯費、電信帳單（除中華電信外）、各級學校的學雜費、政府稅款的支出的帳單、交貨便包裹（限7-11線上購物）。
2010年11月起，於特定門市開始提供自助付款服務（智慧自助商店）。

### ibon
提供繳費、列印和訂購交通票券、展演體驗、線上訂房等服務。

## 代理經營

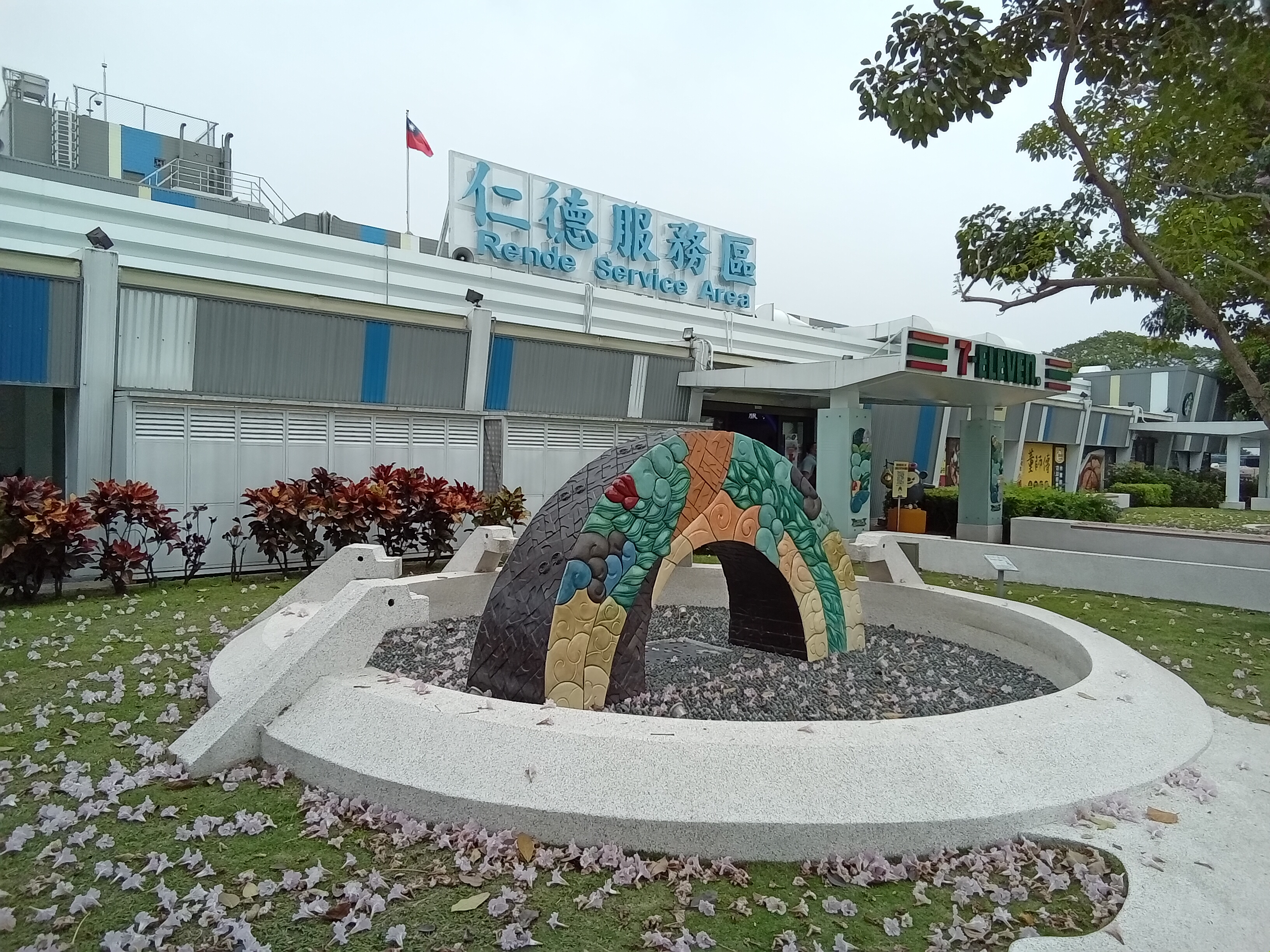
仁德服務區商場入口意象

統一超商亦參加高公局國道服務區經營權標案，現有5處服務區經營權。
- 仁德服務區（2019年6月1日-2028年5月31日）
- 泰安服務區（2019年3月1日-2028年2月29日）
- 東山服務區
- 關廟服務區
- 清水服務區

## 行銷代言
Open小將（暱稱）是統一超商形象代言玩偶（吉祥物），另有一系列相關人物和設定背景，由統一超商委託電通設計；如今常用於統一超商的平面宣傳與廣告上，並有一系列週邊商品。

## 廣告標語
| 使用日期                                               | 標語名稱 |
| ------------------------------------------------------ | --- |
|                                                        | 永不打烊的光亮 |
|                                                        | 您方便的好鄰居 |
| 2007年至2020年12月停止使用（但在形象曲的歌詞仍有使用） | 有7-Eleven真好 |
| 2007年開始使用                                         | Always Open, 7-Eleven                                                                                                   |
| 2010年開始使用                                         | 7-Eleven總是打開你的心                                                                                                  |
|                                                        | 想吃就吃 7-Eleven |
|                                                        | 集點還是7-Eleven最好 |
|                                                        | 7-Eleven與你生活在一起（廣播電台專屬使用）（曾用頻道：中廣音樂網 i radio、CityFM 城市廣播網、KissRadio、HitFM聯播網等） |

## 問題與缺失
- 2004年11月，統一超商的鮪魚蔬菜雙色三明治，紐奧良辣雞腿三明治，泰式青木瓜沙拉均含有超標的生菌數，泰式青木瓜沙拉並檢出摻有二氧化硫[26]。
- 2009年7月，消基會抽驗大台北地區12家傳統涼麵店及四家超商共16件涼麵，結果，僅全家及ＯＫ便利超商的抽檢涼麵則全合格。其餘傳統麵店的12件，及7-ELEVEn「真飽麻醬涼麵」與萊爾富「中華風古早味涼麵」，統一將該品項停售，並會送公證單位SGS檢驗，確認結果再恢復生產出貨[27]。
- 2013年4月，統一超商利用店內ibon多媒體機販售復興航空的國際線機票，引發旅遊業者反彈，並向觀光局檢舉。7月，觀光局近期將對超商和提供系統業者各開罰九萬元[28]。
- 2013年5月，統一超商販售之關東煮黑輪產品遭檢出有毒的順丁烯二酸酐毒澱粉，統一企業表示因上游廠商原物料成本上漲為由，調漲黑輪等產品之售價[29][30]。
- 2013年6月25日，TVBS報導超商取4款冰品放在常溫2小時後，3款幾乎未溶化。統一公關經理涂忠正表示「冰櫃的溫度是幾度，溫度愈低表示它凝固的強度會增高，它可能融解的速度相對比較慢」[31]。同日TVBS也報導可能因素為添加乳化劑[32]。7月4日東森新聞報導對民眾的統一冰品24小時後未完全溶化實驗。涂忠正再度說明，融解速度主要變數有溫度、乳化效果和粘稠劑，與容易溶解印象不同，原料合乎食品衛生管理法，且成本比較貴[33][34]。
- 2013年8月初，一名顧客在門市買「真飽涼麵」，食用後上吐下瀉。新北市衛生局接獲通報，前往門市和供應商查看。8月9日統一超商品保人員說明調查結果，因為8月6日下午生產過程中，「陸仕食品」冰水機發生15分鐘斷電，可能導致該批次涼麵溫度異常影響品質，要求廠商注意改善[35][36]。
- 2014年2月，行政院農業委員會和衛生福利部食品藥物管理署聯合稽查小組共針對54件雞蛋做全面的安全大稽查，結果驗出2件不合格，其中「偉良牧場」檢出殘留抗生素氟甲磺氯黴素和脫氧氫四環素（即），且供應給7-11統一超商的2萬4000顆問題茶葉蛋已全賣光；另一家「俊宗牧場」生產的問題蛋，驗出驅蟲藥乃卡巴精（英语：Nicarbazin），則主要供應國軍食用。但農委會及食藥署卻未立即公布。林口長庚紀念醫院腎臟科醫師顏宗海表示，殘留濃度超標會對人體造成影響，呼籲農政單位應加強輔導農民正確用藥，且一旦檢驗有問題，就應該立即對外公布，避免有問題雞蛋繼續流通[37][38][39][40]。
- 2014年10月3日，消基會公布在6－7月間抽查市售塑膠包裝食品，「鹽烤豬肉夾心飯糰」驗出DEHP[41]。
- 2017年8月，統一超商在外島金門、馬祖、澎湖七美、綠島以及蘭嶼等門市（小琉球及澎湖其他門市以外）從8月28日起鮮食漲1成[42][43][44][45]。